# Jangčouský masakr
Jangčouský masakr se odehrál v čínském městě Jang-čou za vlády dynastie Čching v roce 1645, rok po té, kdy formálně skončila vláda dynastie Ming. Armáda Čching postupně dobývala města, která kladla odpor. Jang-čou bylo v té době pod kontrolou jednotek nově nastolené dynastie Jižní Ming. Nicméně armáda Čching vedená princem Dodem během několika dnů město dobyla a 20. května 1645 spustila deset dní trvající masové vraždění jeho obyvatel.
Podle původních zdrojů bylo zavražděno okolo 800 000 civilistů, nicméně někteří současní badatelé se domnívají, že je toto číslo přehnané. V každém případě díky těmto zdrojům víme, že byl při masakru popraven hlavní velitel obránců Š' Kche-fa (史可法, pchin-jin: shǐ kěfǎ), který odmítl uznat nadvládu dynastie Čching, čímž dal nejpravděpodobněji záminku k následnému masakru. Dalším možným důvodem k masakru bylo varovat ostatní obyvatele oblasti Ťiang-nan, aby nekladly odpor dobyvatelům.
O jangčouském masakru máme mnoho informací zejména díky knize Záznam deseti dnů města Jang-čou (揚州十日記, pchin-jin: yángzhōu shírì jì, český přepis: Jang-čou š'-ž' ťi) napsané úředníkem Wang Siou-čchu (王秀楚, pchin-jin: wáng xiùchǔ), který jako očitý svědek přežil desetidenní běsnění. Úřední orgány Čching systematicky ničily veškerou z jejich hlediska nevhodnou literaturu, nicméně tato kniha byla tajně přepisována, čímž vzniklo mnoho kopií, a několik kopií se podařilo přepravit do Japonska.